# 教皇ハドリアヌス七世
『教皇ハドリアヌス七世』（きょうこうハドリアヌスななせい、Hadrian the Seventh: A Romance）は、イギリスの小説家「コルヴォー男爵」(Baron Corvo)ことフレデリック・ロルフが1904年に発表した小説であり、ロルフの代表作である。この小説は、レオ13世が選出された1878年のコンクラーベについてロルフが書いた記事を元にしたものである。

## あらすじ
プロローグで、主人公のジョージ・アーサー・ローズ（ロルフ自身の分身）が紹介される。ローズはカトリック教会の聖職者を目指していたが、教会機構の策略と失策により召命を否定され、聖職者への道を絶たれた。現在は小さな黄色い猫と共に一人で暮らしている。
ある日、ローズの元を2人の高位の聖職者が訪れる。そのうちの1人は枢機卿だった。2人は、ローズが聖職者になるのを否定されたのは誤りであり、ローズを司祭に叙任すると伝えた。そして、観光気分でローズが訪れたバチカンは、コンクラーベが行われている最中であり、枢機卿たちはローズを新しい教皇に選出した。ローズはそれを受け入れ、それ以前の唯一のイングランド人教皇であるハドリアヌス4世から名前を取って「ハドリアヌス7世」と名乗った。
カトリック教会の伝統には従わず、それ以前と変わらずに煙草を吸い続けたイギリス人教皇ハドリアヌス7世は、カトリック教会の各階層からの強い反発を受けつつも、カトリック教会だけでなく20世紀初頭の世界政治をも強引に改革して行く。しかし、スコットランド人もしくはアルスター人により暗殺されてハドリアヌス7世の短い治世は終わり、世界は安堵する。

## 後の作品への影響
1908年、ロルフはハドリアヌス7世を再登場させた小説"The Bull Against the Enemy of the Anglican Race"（聖公会派の敵に対する雄牛）にて、ハドリアヌス7世が出した教皇勅書の形で、ノースクリフ子爵と彼が発行する新聞『デーリー・メール』を激しく批判した。
『教皇ハドリアヌス七世』はピーター・ルークによって戯曲化された。1968年4月にロンドンのマーメイド劇場で初演され、主役の「ウィリアム・ロルフ」（原作のローズに相当）をアレック・マッコーエンが演じた。
同様のテーマを扱った風刺小説であるロバート・プレイヤーの"Let's Talk of Graves, of Worms, of Epitaphs"（1972年）では、参考文献に本書が含まれている。
ブレンダン・コネルの2005年の小説"The Translation of Father Torturo"は、ある司祭が教皇まで登り詰める話で、「コルヴォー男爵」への献辞がある。

## 評価
日本語訳を刊行した国書刊行会は「100年前のなろう小説」と紹介している。
2014年、『ガーディアン』紙は、本作を英語による小説のベスト100に選出した。ロバート・マクラムは本作を、「面白いが、作為的で、蘭のような(orchidaceous)、風変わりで、妙に執着的な作品で、狂っていると言う人もいるだろう」と評した。

## 日本語訳
- コルヴォー男爵 著、大野露井 訳『教皇ハドリアヌス七世』2023年 国書刊行会 ISBN 978-4-336-07518-5